# Берёза овальнолистная

Берёза овальнолистная (лат. Betula ovalifolia) — вид растений рода Берёза (Betula) семейства Берёзовые (Betulaceae).

## Распространение и экология
В природе ареал вида охватывает Сибирь (Бурятия, Иркутск, Якутия), Дальний Восток России, северо-восточные районы Китая, Корейский полуостров и Японию.
Образует по равнинным, избыточно увлажнённым частям рельефа сплошные кустарниковые заросли, встречается на моховых болотах и по заболоченным берегам рек.
Образует гибриды с белой берёзой, и возможно с даурской. Эти гибриды весьма разнообразны и имеют до 3—4 (5—6) м высоты.

## Ботаническое описание
Кустарник высотой 1—2 м с прямостоячими ветвями. Кора старых ветвей серовато-коричневая; молодые веточки покрыты смолистыми железками.
Листья овальные или яйцевидно-овальные, длиной 2—4 см, шириной 1,2—3 см, с клиновидным или узко закруглённым основанием, у вершины закруглённые, реже притуплённо-заострённые, по краю равномерно-зубчатые, довольно плотные, сверху тёмно-зелёные, иногда с рассеянными длинными белыми волосками, снизу бледнее, волосистые по жилкам, густо железисто точечные, на опушённых черешках длиной 0,3—0,5 см.
Пестичные серёжки прямые, длиной 1—2,8 см, диаметром 7—8 (до 10) мм, на коротких ножках длиной 2—4 мм. Прицветные чешуйки клиновидные, трёхраздельные, по краю опушённые, длиной 4—5 мм, шириной 3—4 мм, с сближенными долями, из которых средняя туповатая превышает боковые слегка отклонённые, тупо-ромбовидные.
Орешек (плод) яйцевидный, длиной 2—3 мм, шириной 1—1,5 мм. Крыло шириной 0,3—0,8 мм.

## Значение и применение
Поедается скотом; используется на метлы, плетни, фашины. 

## Таксономия
Вид Берёза овальнолистная входит в род Берёза (Betula) подсемейства Берёзовые (Betuloideae) семейства Берёзовые (Betulaceae) порядка Букоцветные (Fagales).
|  |                                      |  |                                                             |                                                             |                     |  | ещё 7 семейств (согласно Системе APG II) | ещё 7 семейств (согласно Системе APG II)                   |                                                            |  |  |  | ещё 1—2 рода        | ещё 1—2 рода              |  |  |
|  |                                      |  |                                                             |                                                             |                     |  | ещё 7 семейств (согласно Системе APG II) | ещё 7 семейств (согласно Системе APG II)                   |                                                            |  |  |  | ещё 1—2 рода        | ещё 1—2 рода              |  |  |
|  |                                      |  |                                                             | порядок Букоцветные                                         |                     |  |                                          |                                                            | подсемейство Берёзовые                                     |  |  |  |                     | вид Берёза овальнолистная |  |  |
|  |                                      |  |                                                             | порядок Букоцветные                                         |                     |  |                                          |                                                            | подсемейство Берёзовые                                     |  |  |  |                     | вид Берёза овальнолистная |  |  |
|  | отдел Цветковые, или Покрытосеменные |  |                                                             |                                                             | семейство Берёзовые |  |                                          |                                                            | род Берёза                                                 |  |  |  |                     |                           |  |  |
|  | отдел Цветковые, или Покрытосеменные |  |                                                             |                                                             |                     |  |                                          |                                                            |                                                            |  |  |  |                     |                           |  |  |
|  |                                      |  | ещё 44 порядка цветковых растений (согласно Системе APG II) | ещё 44 порядка цветковых растений (согласно Системе APG II) |                     |  |                                          | ещё одно подсемейство, Лещиновые (согласно Системе APG II) | ещё одно подсемейство, Лещиновые (согласно Системе APG II) |  |  |  | ещё более 110 видов |                           |  |  |
|  |                                      |  |                                                             | ещё 44 порядка цветковых растений (согласно Системе APG II) |                     |  |                                          |                                                            | ещё одно подсемейство, Лещиновые (согласно Системе APG II) |  |  |  |                     |                           |  |  |